# 南非捷胎䲁
南非捷胎䲁（學名：Climacoporus navalis），為輻鰭魚綱䲁形目胎䲁科捷胎䲁屬的一個種，分布於東南大西洋南非斯蒂爾灣至川斯凱海域，本魚身體細長且側扁，頭部輪廓略微凸起，尾柄短，眼睛上方有一對突出、橫向扁平的掌狀觸鬚，口唇較厚，兩頜前排牙齒後方有一排較小的牙齒，犁骨上有一排彎曲的牙齒，背鰭低而平坦，背棘末端無卷鬚，第1至第4根棘的間距比其餘棘的間距大，前鼻孔上的觸鬚小而呈瓣狀，在頂端以下略微凹陷，體色紅色或栗棕色，或黃棕色到綠色，有條紋、雜色或不規則的條紋，顏色為深綠色或棕色，腹部呈現乳白色，頭部呈綠色或紅棕色，側線起點與第2或第3背棘之間有一個橢圓形的深色眼斑，邊緣淺色，尾鰭基部有一條深色帶，背鰭硬棘33-38枚、背鰭軟條1枚、臀鰭硬棘2枚、臀鰭軟條22-24枚，體長可達7公分，棲息在岩石底質潮間帶潮池，雌魚產附著性卵，雄魚會守護卵，幼魚為浮游性，生活習性不明。